# Roland Eradze
Roland Valur Eradze (ur. 7 maja 1971 w Tbilisi) – islandzki piłkarz ręczny, olimpijczyk.
Reprezentował Islandię w grze w piłkę ręczną na Letnich Igrzyskach Olimpijskich 2004, które odbyły się w Atenach. Wystąpił w czterech meczach fazy grupowej oraz jednym finałowym wraz z drużyną narodową, przeciwko reprezentacji: Rosji (30–34), Korei Południowej (30–34), Słowenii (25–30), Chorwacji (30–34) oraz w meczu, w finale rozegranym 24 sierpnia 2004 przeciwko reprezentacji Brazylii (25–29).